# Aneomochtherus soleus
Aneomochtherus soleus là một loài ruồi trong họ Asilidae. Aneomochtherus soleus được Tsacas miêu tả năm 1968. Loài này phân bố ở vùng Cổ Bắc giới và châu Á.